# Státní znak Severní Makedonie
Státní znak Severní Makedonie vychází, i po vyhlášení nezávislosti v roce 1991, ze znaku užívaného v období jugoslávské Socialistické republiky Makedonie. Jde o znak neheraldický, tedy emblém, socialistického (sovětského) typu.

## Popis
Nejnovější verze znaku (bez rudé pěticípé hvězdy) byla zavedena 16. listopadu 2009 a zobrazuje modré makedonské hory tyčící se nad vlnitou řekou. Hory zakrývající zlaté vycházející slunce s osmi paprsky na modré obloze. Kolem dokola je věnec obilných klasů s listy tabáku a makovicemi, který je dole převázán stuhou s národními motivy.
Po vyhlášení nezávislosti v roce 1991 se předpokládalo, že znakem Severní Makedonie se stane zlatý lev na červeném štítu (historický heraldický znak) dle návrhu Miroslava Grčeva (autor makedonské vlajky). Ovšem stálá neochota poslanců parlamentu Severní Makedonie vede k užívání současného neheraldického znaku. Jedinou změnou bylo v roce 2009 odstranění rudé socialistické hvězdy z vrcholu znaku. Politické strany se dohodly, že současný znak se bude používat dokud se nenajde adekvátní náhrada.

## Historie znaku
|  | První historický znak Makedonie z roku 1340 (Fojnica)                                                                                                   |
|  | Další vyobrazení historického znaku |
|  | Státní znak Lidové republiky Makedonie (1944–1946) |
|  | Státní znak Lidové republiky Makedonie (1946–1963), posléze státní znak Socialistické republiky Makedonie (1963–1991) a republiky Makedonie (1991–2009) |

## Návrhy na nový státní znak

První neoficiální návrh.
Druhý neoficiální návrh
Znak etnických Makedonců, podobný návrhu z roku 1992
Znak sousedního Bulharska

### Z počátku 90. let 20. století

Vládní návrh z roku 2014

První neoficiální návrh nového znaku byl pouze úpravou doposud používaného znaku, která spočívala v zachování ústředního motivu (modré makedonské hory tyčící se nad vlnitou řekou, hory zakrývající zlaté vycházející slunce s osmi paprsky na modré obloze) do jednoho štítu a odstranění socialistické symboliky. Druhý neoficiální návrh byl stejný jako návrh první, ale modrou oblohu nahradila obloha rudá, stejně jako na vlajce.
Dalším návrhem byl již heraldický znak od Miroslava Grčeva, kterým byl zlatý lev ve skoku v červeném štítu. Tento návrh znaku vycházel z nejstaršího zobrazení znaku Makedonie z roku 1340 (erbovník Fojnica). Od té doby až do 19. století byl jako znak Makedonie, která většinu tohoto období byla pod nadvládou Osmanské říše, zobrazován právě jako zlatý lev v červeném štítu či jako opak, tedy červený lev ve zlatém (žlutém) štítu.
Hlavní důvody pro které nebyl v roce 1992 přijat navrhovaný heraldický znak:
- Několik politických stran, převážně VMRO-DPMNE již daný znak používají.
- Albánští politici protestovali proti znaku, který dle jejich názoru přirozeně reprezentuje pouze etnické Makedonce (Slovany) a nikoliv etnické Albánce.
- Nový znak je velmi podobný až identický jako znak sousedního Bulharska.

### Vládní návrh z roku 2014
Dne 5. prosince roku 2014 podala vláda Severní Makedonie návrh na změnu současného státního znaku, který vychází právě z jedné z verzí historického znaku. Podle prezidenta Makedonské heraldické společnosti Jovana Jonovskiho je návrh nového znaku založen na ilustraci z knihy Jeroma de Bara "Le blason des armoiries" (1581), který zobrazuje znak Alexandra Velikého. Blason znaku: Or, a lion gules, tedy česky na zlatém štítu, červený lev. Štít je navíc převýšen hradební (městskou) korunkou (reprezentující republikánské zřízení). Nicméně aby se tento návrh stal novým státním znakem musí ho odhlasovat parlament Severní Makedonie dvoutřetinovou většinou. Pokud se tak stane, tak jedinou evropskou zemí se socialistickým znakem zůstane pouze Bělorusko.
Nový návrh státního znaku je přijatelný i pro politickou stranu VMRO-DPMNE, která užívá znak s invertovanými barvami.